# Липень 2008
Липень 2008 — сьомий місяць 2008 року, що розпочався у вівторок 1 липня та закінчився у четвер 31 липня.

## Події
- 2 липня — Роман Абрамович залишив посаду губернатора Чукотки (Росія).
- 7 липня - відкриття триденного саміту Великої вісімки в Японії.
- 20 липня — на півночі Іспанії прогриміли п'ять вибухів. Відповідальність за теракт взяла на себе Баскська терористична організація ЕТА.
- 23 липня — початок паводку на заході України 2008 року.
- 24 липня — Google оголосив про початок роботи своєї онлайнової енциклопедії Knol, схожу за принципом роботи з Вікіпедією.
- 31 липня — пожежа на ринку «Нива» в Броварах.